# Jitzchak Levy

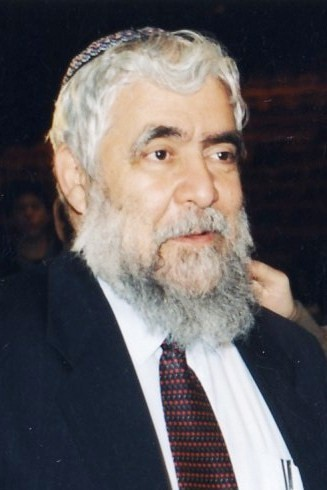
Jitzchak Levy

Jitzchak Levy (hebräisch יצחק לוי; * 6. Juli 1947 in Casablanca) ist ein israelischer orthodoxer Rabbiner, Politiker und Knessetabgeordneter für die Nationalreligiöse Partei (NRP) und die Achi-Fraktion der Nationalen Union von 1988 bis 2009. Von 1998 bis 2002 war er Vorsitzender der Nationalreligiösen Partei und hatte zahlreiche Ministerämter inne. Im Dezember 2008 gab er seinen Rückzug aus der Politik bekannt. 1987 erhielt er den Yitzhak-Sadeh-Preis.